# 凯·伯利 (电视节目)
《凯·伯利》（英語：Kay Burley）是一档英国晨间新闻节目，逢工作日上午七时至十时在天空新闻台播出。该节目于2019年10月14日星期一首播，该节目为天空长寿晨间新闻节目系列《日出》的一部分。
该节目在磨坊岸四号的天空电视威斯敏斯特工作室制播。
顾名思义，凯·伯利是该节目的唯一主持人。该节目与《天空晨间新闻》的不同之处在于，该节目着重于政治新闻、硬新闻议程以及大量运用社交媒体。

## 历史
天空新闻台于2019年9月23日宣布，他们将推出《Kay Burley @Breakfast》来取代《日出》。
该节目最初只在周一至周四播出，早上7点到9点在磨坊岸四号的天空新闻威斯敏斯特工作室现场直播，与《日出》不同，除了凯·伯利，没有其他新闻主播或体育主播。
2019年10月14日，伯利在威斯敏斯特学院绿地播出了第一节《凯·伯利》，在奥斯特利的21号工作室的柯斯蒂·麦凯布负责天气部分。
2020年9月，节目名称去掉@Breakfast，由伯利于工作日在经过改造的演播室主持。目前节目播出时间为上午七时至十时。
2020年12月10日，伯利因违反伦敦冠状病毒二级限制被停职半年。虽然《凯·伯利》没有被停播，但EPG中原先《凯·伯利》的位置成了《天空晨间新闻》，该节目继续在天空新闻威斯敏斯特工作室制播，节目的各个部分依然如初。
尼尔·帕特森于2020年12至2021年3月的代播周一至周四的《凯·伯利》，斯蒂芬·迪克森代播《晨间新闻摘要》。两人的主持时间于2021年4月对调，迪克森继续主持《凯·伯利》直至2021年6月。
到2021年6月，随着伯利复出，《凯·伯利》的播出恢复往常。
吉莉安·约瑟夫在2021年1月上旬到2021年6月主持周五的《凯·伯利》。

## 直播团队

### 现任主持
| 主持人      | 角色                 |
| ----------- | -------------------- |
| 凯·伯利     | 主持人（周一至周四） |
| 尼尔·帕特森 | 代理主播             |
| 杰恩·塞克   | 不定期代班           |